# Karel Burda
Karel Burda (* 29. srpna 1936) je český politik, bývalý senátor za obvod č. 29 – Litoměřice, bývalý starosta Tuchlovic a člen ODS.
Od roku 1990 zasedá v zastupitelstvu obce Tuchlovice a zároveň od roku 1990 vykonává i funkci starosty.
Před zvolením do horní komory českého parlamentu působil jako 1. náměstek ministra zemědělství a místopředseda prezidia Pozemkového fondu. V této funkci měl zneužít svého postavení, když se podílel v roce 1996 na transakci, při níž Pozemkový fond prodal bytovému družstvu Stavbař, jehož byl Burda členem, rozsáhlý pozemek v Praze za cenu mnohem nižší, než je jeho skutečná hodnota. Burda toto obvinění, který vyslovil tehdejší ministr zemědělství Josef Lux, popřel.
Ve volbách 1996 se stal členem Senátu Parlamentu ČR, když v obou kolech porazil komunistku Jiřinu Švorcovou. V horní komoře zasedal ve Výboru pro hospodářství, zemědělství a dopravu. Od roku 1998 pak vykonával funkci předsedy tohoto výboru.
Ve volbách 2000 svůj mandát obhajoval, ale se ziskem 20,47 % nepostoupil ani do druhého kola voleb.

## Ocenění
V roce 2012 mu Česká rada dětí a mládeže udělila mimořádnou cenu Přístav.